# Grimmia maritima
Grimmia maritima är en bladmossart som först beskrevs av Sullivant och Lesquereux in Sullivant, och fick sitt nu gällande namn av Kindberg 1897. Grimmia maritima ingår i släktet grimmior, och familjen Grimmiaceae. Inga underarter finns listade i Catalogue of Life.